# Storgrynnan, Korsnäs
Storgrynnan är en ö i Finland. Den ligger i Norra kvarken och i kommunen Korsnäs i landskapet Österbotten, i den västra delen av landet. Ön ligger omkring 29 kilometer sydväst om Vasa och omkring 360 kilometer nordväst om Helsingfors.
Öns area är 2,2 hektar och dess största längd är 280 meter i nord-sydlig riktning. I omgivningarna runt Storgrynnan växer i huvudsak blandskog. Runt Storgrynnan är det glesbefolkat, med 10 invånare per kvadratkilometer. Närmaste större samhälle är Malax, 16,2 km öster om Storgrynnan.